# Maurice Gendron
Maurice Gendron (ur. 26 grudnia 1920 w Nicei, zm. 20 sierpnia 1990 w Grez-sur-Loing) – francuski wiolonczelista i dyrygent.

## Życiorys
Kształcił się w konserwatorium w Nicei u Jeana Mangota oraz w Konserwatorium Paryskim u Gérarda Hekkinga, studia ukończył z pierwszą nagrodą w grze na wiolonczeli. Kształcił się także w zakresie dyrygentury u Rogera Désormière’a, Hermanna Scherchena i Willema Mengelberga. Występował jako solista i kameralista z Jeanem Françaix i Dinu Lipattim oraz w trio fortepianowym z Yehudim Menuhinem i jego siostrą Hephzibah. Koncertował w krajach amerykańskich, Europie, Afryce i Japonii. W 1945 roku wystąpił w Londynie jako solista podczas zachodniej premiery Koncertu wiolonczelowego op. 58 Siergieja Prokofjewa. W latach 1971–1973 był dyrygentem Bournemouth Sinfonietta. Wykładał w Hochschule für Musik w Saarbrücken (1953–1970) i w Konserwatorium Paryskim (1970–1987).